# Margarita Salas

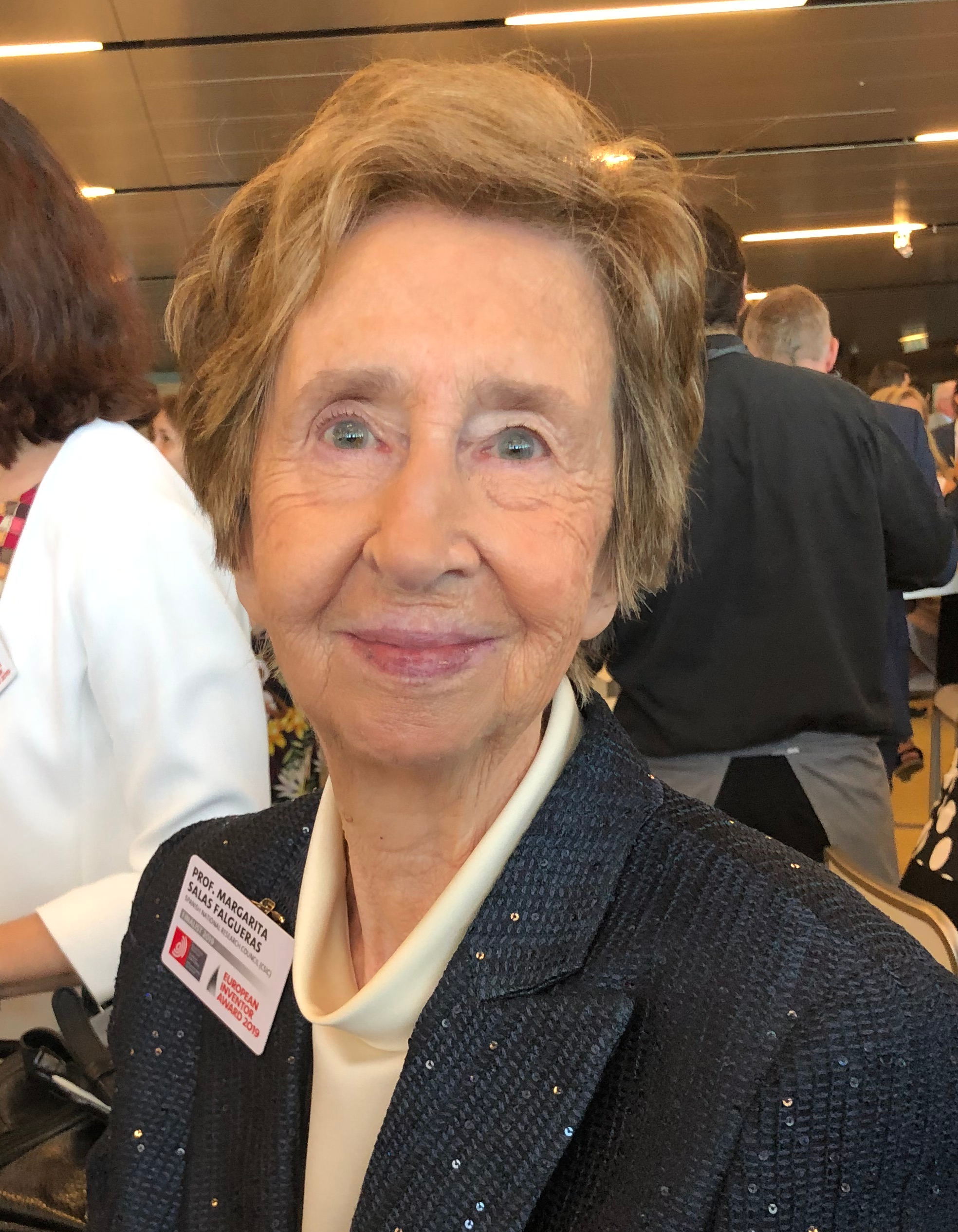
Margarita Salas Falgueras, vítězka European Inventor Award 2019 v kategorii Celoživotní dílo

Margarita Salas Falgueras, 1. markýza z Canera (30. listopadu 1938 – 7. listopadu 2019) byla španělská vědkyně a lékařka. Zabývala se biochemií a molekulární genetikou.
Začala rozvíjet molekulární biologii ve Španělsku a také pracovala jako čestná docentka CSIC (Španělská národní rada pro výzkum) v biologickém centru Severo Ochoa UAM (Autonomní univerzita v Madridu).
Margaritin objev bakteriálního viru Φ29 DNA polymerázy byl uznán španělskou Národní radou pro výzkum jako nejvýdělečnější patent ve Španělsku. Časopis The Local v roce 2019 její práci popsal takto: "Vynalezla rychlejší, jednodušší a spolehlivější způsob, jak replikovat stopové množství DNA do dostatečně velkých množství pro plné genetické testování."
Byla první vědkyní, která kdy byla zvolena do Královské španělské akademie. V roce 2008 byla Margarita králem Juanem Carlosem I. povýšena do španělské šlechty s dědičným titulem markýze de Canero. V roce 2016 se stala vůbec první ženou, která obdržela medaili Echegaray, kterou jí udělila Královská akademie přesných, fyzikálních a přírodních věd (Real Academia de Ciencias Exactas, Físicas y Naturales).
Během své akademické kariéry radila více než 40 doktorandům a publikovala více než 200 vědeckých článků. Byla otevřenou obhájkyní žen a feminismu ve vědě. Krátce před svou smrtí v roce 2019 jí byla udělena prestižní cena European Inventor Award.

## Mládí a kariéra

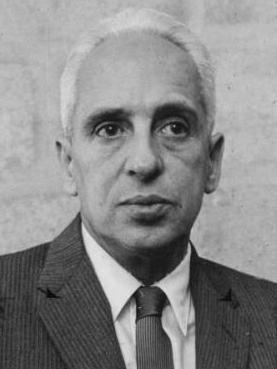
Severo Ochoa de Albornoz, španělský lékař a biochemik, který získal v roce 1959 Nobelovu cenu za objev mechanismu biosyntézy RNA.

Margarita se narodila 30. listopadu 1938 v Canero, farnosti Valdés, Asturie, Španělsko. Byla dcerou psychiatra Josého Salase Martíneze, který ji ovlivnil a podnítil její zájem o vědu. Její matkou byla učitelka Margarita Falgueras Gatell. Oba její bratři José Salas Falgueras a María Luisa "Marisa" Salas Falgueras se také stali vědci. Margarita v šestnácti letech udělala přijímací zkoušky z chemie a medicíny a nastoupila na Univerzitu Complutense v Madridu. V roce 1958 se setkala se španělským biochemikem Severo Ochoou (1905-1993), který ovlivnil její kariéru a orientoval ji na biochemii. Univerzitu ukončila s titulem B.A. v oboru chemie a v roce 1963 získala titul PhD.
Po studiu nastoupila do laboratoře Alberta Solse, kde dokončila svou doktorskou práci o anomerní specifičnosti glukóza-6-fosfátové izomerázy. Poté pracovala jako postdoktorandka ve Spojených státech po dobu tří let (1964–1967) na New York University na výzkumu Severo Ochoa.
Jejím manželem se v roce 1963 stal Eladiem Viñuelou. Společně po návratu z Ameriky založili laboratoř pro výzkum molekulární biologie v Centru pro biologický výzkum v Madridu. V letech 1968 až 1992 byla Margarita profesorkou molekulární genetiky na chemické fakultě Univerzity Complutense. Od roku 1974 byla také profesorkou výzkumu v Centru molekulární biologie Severo Ochoa v Madridu a od roku 1992 do ledna 1994 jeho ředitelkou.
V letech 1988 až 1992 byla prezidentkou Španělské biochemické společnosti (SEBBM). Poté působila jako ředitelka Nadace pro biomedicínský výzkum v nemocnici Gregoria Marañóna (2001–2004) a Španělském institutu (1995–2003). Byla zodpovědná za podporu španělského výzkumu v oblasti biochemie a molekulární biologie. Byla čestnou profesorkou ve Španělské národní radě pro výzkum (CSIC) v oblasti biotechnologií.
V roce 2012 byla profesorkou ad honorem v Centru molekulární biologie Severo Ochoa, výzkumném centru CSIC a Autonomní univerzitě v Madridu (UAM), kde pokračovala v práci na bakteriálním viru Φ29.
Se svým manželem Eladia Viñuelu měli jedinou dceru. Margarita řekla, že odložila mateřství až do svých 37 let, kdy cítila, že by mohla skloubit profesní i rodinný život. Zemřela 7. listopadu 2019 v Madridu ve věku 80 let na zástavu srdce po komplikacích zažívacího onemocnění.

## Vědecká kariéra

### Φ29 DNA polymeráza

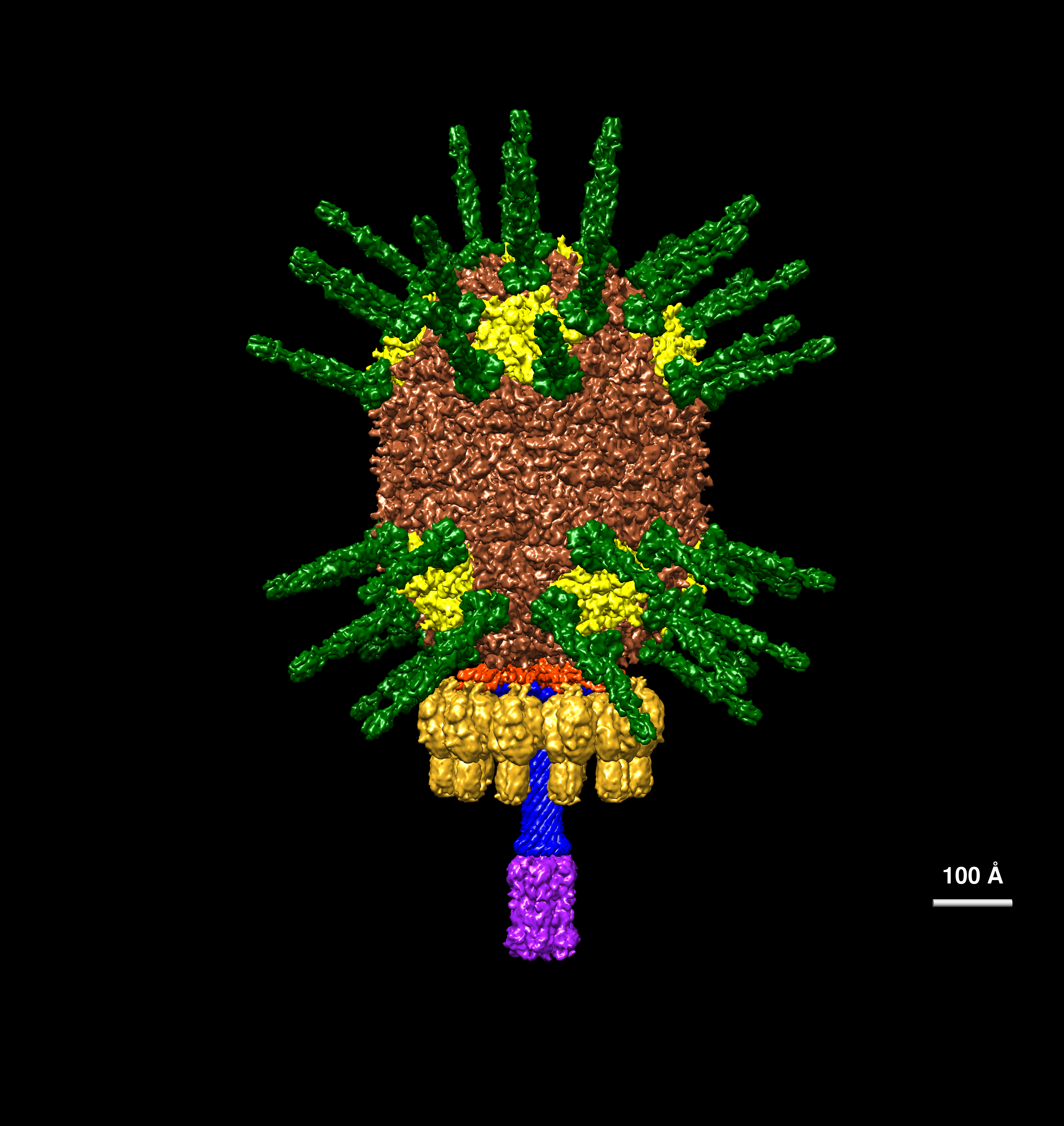
Model Viru Φ29 (také fág phi29 nebo bakteriofág fi29), který infikuje bakterii Bacillus subtilis), ale pro člověka je neškodný.

Margarita vedla průlomové objevy, díky nimž je nyní testování DNA rychlé, spolehlivé a používané v široké škále aplikací. Zjistila, že virus Φ29 může vytvořit enzym nazývaný fágová Φ29 DNA polymeráza, který sestavuje molekuly DNA mnohem rychleji s méně než jednou chybou v milionu párů bází.
Margaritin tým objevil, že Φ29 DNA polymeráza má na svých koncích protein nezbytný pro začátek duplikace DNA. Bylo to poprvé, kdy byl protein tohoto typu nalezen připojený k DNA, což znamenalo objev nového mechanismu pro zahájení replikace genetického materiálu. Určila, že messenger RNA je čtena od svého N-konce (5' konec) ke svému C-konci (3' konec) a popsala, jak začíná syntéza proteinů. Margarita enzym Φ29 DNA polymeráza izolovala a prokázala, že funguje i v lidských buňkách.
Její výzkum umožnil rychlejší a spolehlivější replikaci stopových množství DNA, což zpřístupnilo analýzu DNA v oblastech, jako je onkologie, archeologie a forenzní věda, kde lze získat pouze stopová množství DNA. Tato metoda se nyní nazývá vícenásobné zesílení a používá se dnes v lékařském výzkumu ke studiu mikroorganismů, které nemohou být kultivovány v laboratoři.

### Patenty a publikace
Margarita publikoval více než tři sta padesát publikací v mezinárodních časopisech nebo knihách a asi deset v národních médiích. Obdržela 8 patentů a přednášela o nich na 398 konferencích a seminářích.
Nejdůležitějším Margaretiným patentem je Φ29 DNA polymeráza. Patent podala prostřednictvím španělské Národní rady pro výzkum (CSIC) a zůstává nejziskovějším patentem, který kdy CSIC podala. V letech 2003 až 2009 představoval více než polovinu licenčních poplatků organizaci a vrátil miliony investic do výzkumu financovaného z veřejných prostředků. Její patent vedl ke komercializaci uživatelsky přívětivých souprav pro zesílení DNA.

### Činnost v organizacích

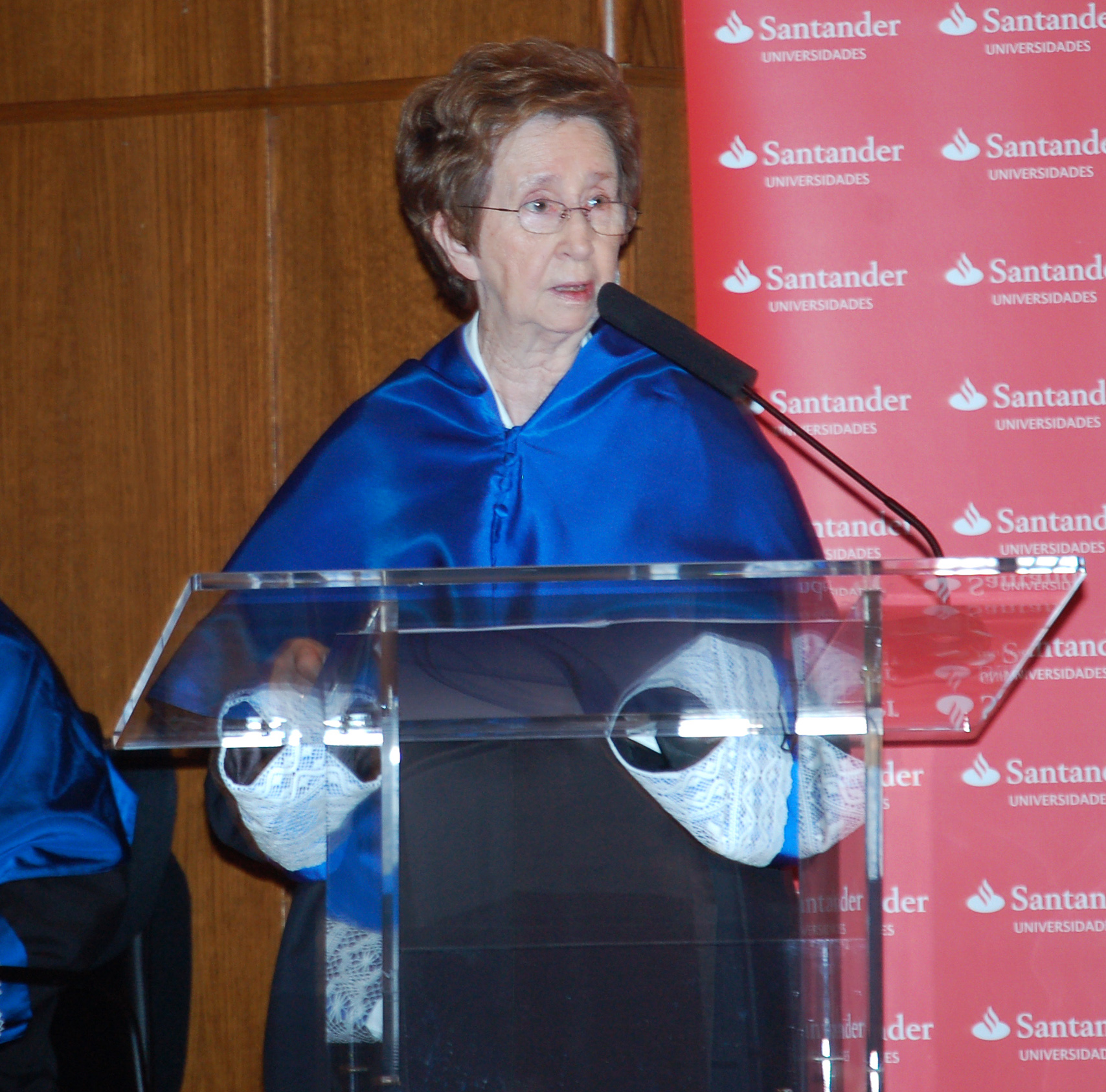
Margarita Salas Falgueras, 2011

- Margarita Salas Falgueras, 2011V letech 1995–2003 byla ředitelkou Instituto de España (Španělský institut).
- Řídila také nadaci Severo Ochoa Foundation a každoroční kurz školy molekulární biologie Eladio Viñuela na Mezinárodní univerzitě Menéndez Pelayo v Santanderu.
- Byla mimo jiné členkou Královské akademie přesných, fyzikálních a přírodních věd, Královské španělské akademie, Evropské akademie věd a umění a Americké akademie umění a věd.
- Obdržela čestný doktorát na univerzitách: Rey Juan Carlos, University of Oviedo, Extremadura, Murcia, Politécnica de Madrid, Jaén, Cádiz, Málaga, UNED university, University of Menéndez Pelayo International, Carlos III of Madrid, Burgos, Universidad Autónoma of Barcelona.
- V roce 1992 byl na její počest pojmenován Institut středního vzdělávání v Majadahonda (Madridské společenství). V současné době existuje další stejně nazvaný institut středního vzdělávání v Seseña (Toledo).
- Od roku 1997 byla "adoptivní dcerou" (hija adoptiva) Rady Valdés (Asturie) a od roku 2004 Gijónu.
- V květnu 2007 byla zvolena do Národní akademie věd Spojených států, čímž se stala první španělskou ženou, která se stala členkou této instituce.
- V prosinci 2018 byla schválena změna názvu školy Eliseo Godoy v Zaragoze na Margarita Salas.
- V prosinci 2019 bylo Centrum biologického výzkumu CSIC přejmenováno na Margarita Salas Biological Research Center.
- V roce 2020 byl po ní pojmenován nový druh plže objevený ve vodách Kanárských ostrovů, Rissoella salasae.

## Ocenění a vyznamenání

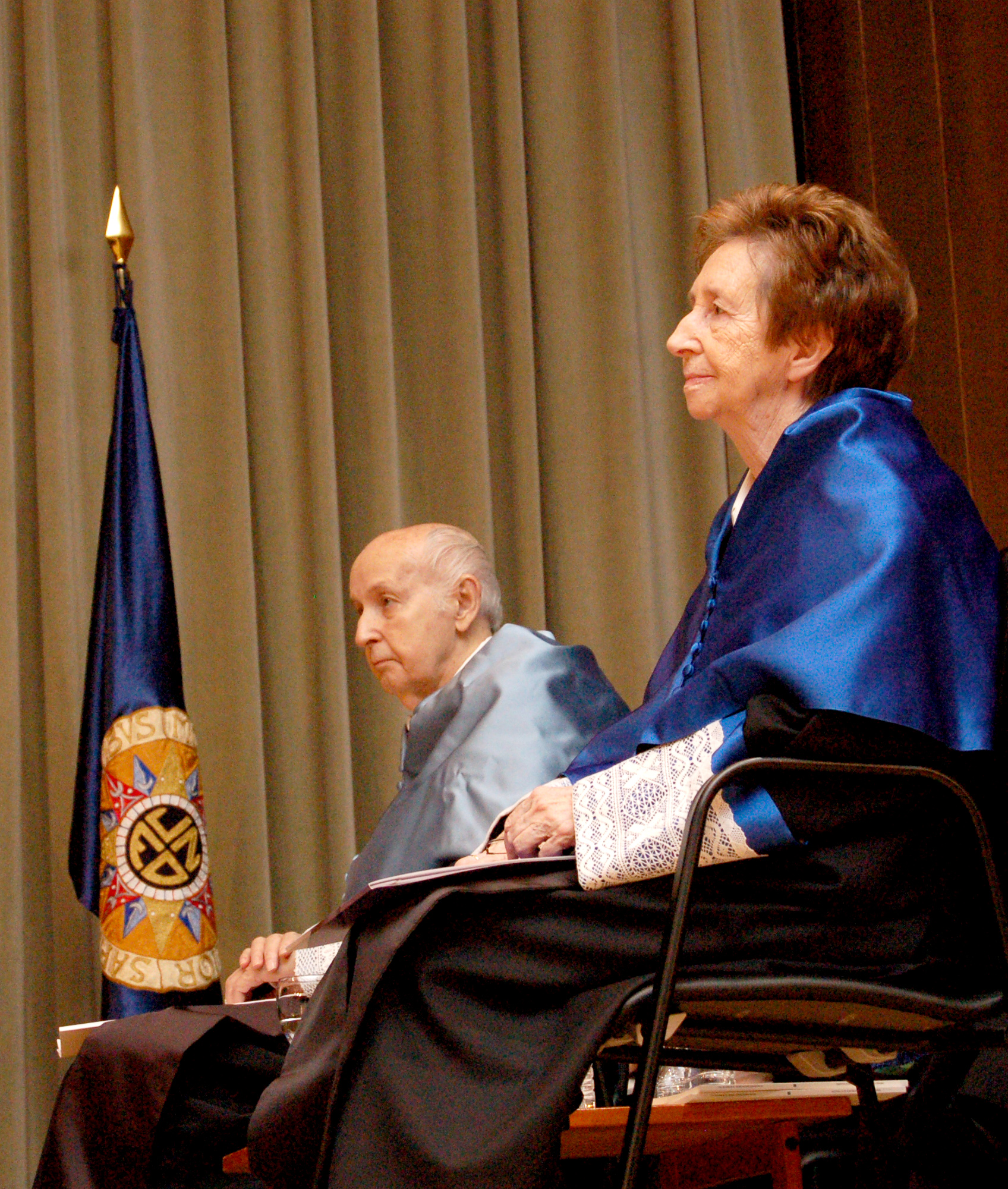
Margarita Salas obdržela titul Honoris causa od UNED, 2011

- Margarita Salas obdržela titul Honoris causa od UNED, 20111991: Cena Carlose J. Finlaye, UNESCO
- 1994: Cena Rey Jaime I Research Award
- 1997: Medaile Asturského knížectví
- 1999: Národní cena za výzkum Santiago Ramon y Cajal
- 2000: Cena L'Oréal-UNESCO pro ženy ve vědě
- 2001: Radou žen Madridského společenství byla vybrána mezi 100 žen dvacátého století, které vydláždily cestu k rovnosti ve XXI. století
- 2002: Cena Isabel Ferrerové Generalitat Valenciana
- 2002: Zlatá medaile Madridského společenství
- 2003: Velkokříž občanského řádu Alfonse X
- 2004: Mezinárodní cena za vědu a výzkum Nadace Cristóbala Gabarróna
- 2005: Zlatá medaile za zásluhy o práci
- 2005: Čestná medaile Univerzity Complutense v Madridu
- 2006: Cena excelence udělená FEDEPE (Španělská federace ředitelek, vedoucích pracovníků, profesionálů a podnikatelek)
- 2007: První španělská žena, která se stala členkou Národní akademie věd (USA)
- 2009: Zlatá medaile Akademie veterinářů Asturského knížectví
- 2009: Titul čestného velvyslance španělské značky, kategorie Věda a inovace, která se souhlasem Ministerstva zahraničních věcí a spolupráce neuspěla v soutěži Leading Brands of Spanish Forum
- 2009: Cena Women Leader Award 2009, udělovaná nadacemi Rafael del Pino, Aliter a Merck Foundation
- 2009: Cena "Celý profesní život" nadace Mapfre
- 2011: Titul Honoris causa od UNED (Universidad Nacional de Educación a Distancia, česky Národní univerzita distančního vzdělávání)
- 2014: Cena za vynikající chemický výzkum, udělovaná Generální radou asociací chemiků Španělska
- 2016: Medalla Echegaray, nejvyšší ocenění od Španělské královské akademie věd
- 2018: Cena ManchaArte 2018
- 2019: Evropská cena vynálezce, cena za celoživotní dílo a cena publika udělovaná Evropským patentovým úřadem